# Hexatoma conjuncta
Hexatoma conjuncta är en tvåvingeart som först beskrevs av Alexander 1914.  Hexatoma conjuncta ingår i släktet Hexatoma och familjen småharkrankar.
Artens utbredningsområde är Guatemala. Inga underarter finns listade i Catalogue of Life.